# Arthur Pecos
Arthur Pecos (São Paulo, 1 de novembro de 1994) é um jogador profissional de basquete brasileiro que atua como armador. Criado em uma família de jogadores de basquete, Pecos começou sua história na modalidade com apenas 6 anos de idade nas quadras do bairro de Pirituba. Em 2010, com 15 anos, foi o 2º brasileiro a participar do Jordan Brand Classic. Em 2011, foi Campeão Sul-Americano Sub17 com a Seleção Brasileira e foi o mais jovem campeão na categoria adulto pelo Palmeiras na Série A2. Em 2012, aos 17 anos, já fez sua temporada de estreia no NBB. Em 2013, disputou o Campeonato Mundial Sub19 na República Tcheca.
Jogando no Paulistano, foi 2 vezes Vice-Campeão do NBB, na temporada 2013/2014 e 2016/2017, quando também foi escolhido capitão da equipe e vencedor do prêmio Melhor Sexto Homem do NBB. Na temporada 2017/2018, jogando pelo Flamengo, foi convocado pela 1º vez para a Seleção Brasileira e também foi indicado ao prêmio de Melhor Defensor do NBB. Arthur Pecos se transferiu para Mogi das Cruzes, fez a temporada mais eficiente de sua carreira e conquistou o 3º lugar no NBB. Além disso, foi convocado para defender a seleção brasileira nas eliminatórias para a Copa do Mundo de Basquete na China em 2019. Defendendo o Corinthians na temporada 2019/2020, Pecos foi Vice-campeão Paulista, Vice-campeão da Liga Sul-Americana e indicado ao prêmio de Melhor Sexto Homem do NBB. Arthur Pecos disputou o NBB 2020-2021 pelo time de Campina Grande, o Unifacisa Basquete. Na temporada seguinte, Pecos inicia o NBB 2021-2022 pelo time de Rio Claro, mas se transferiu para disputar o Brasileirão 2022 pela equipe de São José dos Campos. Pecos foi campeão brasileiro, MVP da temporada e MVP da final, com um triplo-duplo no jogo decisivo. Com o título, São José dos Campos conquistou vaga para disputar o NBB 2022-2023 e anunciou a renovação de contrato com Arthur Pecos.

## Família Silva
O tio de Arthur Pecos, o Professor de Educação Física Carlos Alberto da Silva, também conhecido como Carlão, foi o responsável por introduzir o basquete na família Silva. Ele fundou, jogou e dirigiu um time somente com seus irmãos e treinou Paulo Tadeu e Maria Inês, pais de Arthur Pecos. Paulo Tadeu também foi jogador profissional e atuou em clubes como Palmeiras e Pinheiros. A irmã mais velha de Pecos, Sarith Anischa, jogou até os 19 anos de idade e se tornou técnica de basquete em Pirituba. Luana Ariescha e Cristhyã Rogério, os dois irmãos mais novos de Arthur Pecos também se tornaram jogadores de basquete. Luana atua no basquete 3x3 e já representou o Brasil nos Jogos Panamericanos de Lima no Peru em 2019. Cristhyã coleciona títulos nas categorias de base e hoje atua pelo Flamengo Sub19.

## Origem do Nome e Apelidos

### Arthur Pecos
O nome Arthur Pecos foi inspirado no personagem do livro “O Amor Venceu” de Zíbia Gasparetto. A pronúncia correta de Arthur é (ár-tur), com ênfase na 1º sílaba.

### Run Pecos, Run
Arthur Pecos recebeu esse apelido do seu pai Paulo Tadeu em homenagem ao personagem Forest Gump, interpretado por Tom Hanks. O apelido ganhou relevância no basquete nacional, fazendo referência a velocidade característica em seu estilo de jogo.

### Rei do TikTok
Durante o período de pandemia devido ao Covid-19, Arthur Pecos alcançou milhões de views em seus vídeos criativos dançando e fazendo cestas no aplicativo TikTok. Participou de matérias em telejornais e deu entrevistas para falar sobre suas publicações.

## Categorias de Base

### Seleção Brasileira (2009-2014)
Arthur Pecos disputou dois Sul-Americanos pelo Brasil, foi Vice-campeão em 2009 e Campeão em 2011.  Pecos também participou do Jordan Brand Classic em 2011, Nova Iorque/NY, tradicional evento que reúne jovens talentos do basquete mundial, além do Nike Global Challenge, Washington/DC em 2012 e também do Campeonato Mundial Sub19 na República Tcheca em 2013.

### Círculo Militar de São Paulo (2008)
Na categoria mirim, Arthur Pecos foi Campeão Paulista e Campeão Estadual em 2008.

### Palmeiras (2009-2012)
Atuando pelo Palmeiras, Pecos foi convocado para Seleção Paulista e foi Campeão Brasileiro de Seleções em 2009. Em 2011, foi eleito o Melhor Jogador da Categoria Cadete e também começou a atuar pelo time adulto do clube.

## Carreira Profissional

### Palmeiras (2012-2013)
Com apenas 17 anos, Arthur Pecos se tornou o jogador mais novo a ganhar um título na categoria principal pelo clube. Pecos foi Campeão da Série A2 em 2011 e também fez a sua estreia no NBB em 2012.

### Paulistano (2013-2017)
Sob o lema #AntecipeOFuturo, o Paulistano tem a característica de dar maiores responsabilidades para os jovens talentos do basquete brasileiro como profissional e foi assim com Pecos também. Atuando ainda na categoria juvenil, Arthur Pecos foi Vice-campeão Brasileiro em 2014. E sob o comando do treinador Gustavo De Conti, Pecos foi 2 vezes Vice-Campeão do NBB, na temporada 2013/2014 e 2016/2017, quando também foi escolhido capitão da equipe e vencedor do prêmio Melhor Sexto Homem do NBB.

### Flamengo (2017-2018)
Arthur Pecos se transferiu para o multicampeão nacional Flamengo, onde jogou 1 temporada ao lado de ídolos do basquete brasileiro como Anderson Varejão, Marcelinho Machado e Marquinhos. Pecos foi convocado pela 1º vez para a Seleção Brasileira e também foi indicado ao prêmio de Melhor Defensor do NBB.

### Mogi das Cruzes (2018-2019)
Em sua primeira temporada como titular em uma equipe adulta, Arthur Pecos foi Vice-campeão Paulista, fez a temporada mais eficiente de sua carreira e conquistou o 3º lugar no NBB. Além disso, foi convocado para defender a seleção brasileira nas eliminatórias para a Copa do Mundo de Basquete na China em 2019.

### Corinthians (2019-2020)
Defendendo o Corinthians, Pecos foi Vice-campeão Paulista, Vice-campeão da Liga Sul-Americana e indicado ao prêmio de Melhor Sexto Homem do NBB.

### Unifacisa Basquete (2020)
Arthur Pecos foi anunciado como contratação pelo Unifacisa Basquete para disputar o NBB 2020-2021. Durante a pandemia devido ao Covid-19, o anúncio foi feito com um vídeo divertido na plataforma TikTok, onde Arthur Pecos já conquistou milhões de visualizações.

### Rio Claro Basquete (2021)
Pecos inicia o NBB 2021-2022 pelo time de Rio Claro, mas se transferiu para disputar o Brasileirão 2022 pela equipe de São José dos Campos.

### São José dos Campos (2022)
Arthur Pecos foi campeão brasileiro, MVP da temporada e MVP da final, com um triplo-duplo no jogo decisivo. Com o título, São José dos Campos conquistou vaga para disputar o NBB 2022-2023 e anunciou a renovação de contrato com o armador.